# Туніс (бейлік)
Туніс (1705—1881 роки) — держава в на території сучасного Тунісу, яка прийшла на зміну еялету Туніс, що перебував у складі Османської імперії. Бейлік Туніс зберігав номінальну залежність від останньої. Втім, з кінця XVIII ст. став практично повністю самостійним. У 1830-х років опинився у сфері спливу Франції. У 1881 році тут встановлено французький протекторат.

## Історія

### Утворення
У 1675 році після смерті Мурад-бея II в еялеті розпочалася боротьба за владу між представниками роду Мурадидів. Сюди також втручалися алжирські деї та триполітанські паші. Зрештою у 1705 році свою владу в Тунісі захопив очільник кіннотників аль-Хусейн, що став засновником династії Хусейнидів. Він та його нащадки лише номінально вважалися васалами султана, але поводилися як незалежні правителі і, зокрема, укладали угоди про торгівлю з європейськими державами. Фактично було відновлено самостійну туніську монархію.

### Боротьба з Алжиром та Портою
Втім урядування Хусейнидів постійно переривалося боротьбою за владу. У 1740 році бея Юнуса ібн аль-Хусейна I було повалено Алі-пашею I, який став беям. В свою чергу останнього у 1756 році було повалено синами Юнуса — Мухаммед-Рашид-беєм та Алі-беєм II. Разом з тим в цей час у справи бейліка стали знову втручатися деї Алжиру. Лише у 1807 році Хамуда-пашею скинув алжирську залежність, відновивши суверенітет Алжиру. У 1811 році ліквідовано яничарський корпус.
Після вторгнення французів до Алжиру бей Хусейн II оголосив про нейтралітет Тунісу. Тим не менше 8 серпня 1830 року Франція нав'язала Тунісу перший нерівноправний договір. Згідно з ним бей був змушений надати Франції статус «найбільшого сприяння», впровадив принцип «свободи торгівлі» та встановив режим капітуляцій, підтвердивши особливі права іноземних підданих на своїй території.
У середині 1830-х років османський султан Махмуд II спробував зміцнити свою владу на васальних територіях. У 1835 році турецькі війська висадилися в Триполі, де було відновлено пряме султанський правління. У 1836 році османська ескадра Тахір-паші підійшла до Тунісу. Проте французькі кораблі не дали підійти їй до берега. Французький уряд заявило, що вважає Туніс незалежною державою і буде захищати її суверенітет силою зброї.

### Реформи
У 1837 році на престол вступив Ахмед I, що продовжив політику реформ за типом реформ Мухаммеда Алі Єгипетського. В його правління чисельність регулярної армії була доведена до 26 тисяч осіб, відновлено військовий флот, закуповувалася сучасна зброю, будувалися берегові батареї. У 1838 році Ахмед-бей відкрив в столиці Військово-інженерне училище, де молодих туніських офіцерів навчали прибули з Франції військові радники та інструктори. У Тунісі будувалися державні заводи. При дворі почалося використання французької мови, європейська культура все ширше входила в побут і звичаї туніської аристократії. Крім того, Ахмед-бей, який симпатизував Європі, виявив віротерпимість і дозволив в Тунісі діяльність християнських місіонерів, а також поселення в країні європейців. В основному в Туніс приїжджали вихідці з Італії. У 1846 р. Ахмед-бей офіційно скасував рабство.
Проте модернізація економіки велася безграмотно, посилилося хабарництво. В результаті в 1853 році настала фінансова криза, державні заводи в більшості своїй закрилися, почалися селянські заворушення. На Паризькому конгресі 1856 року європейські держави примусили бея поширити на Туніс рішення османського султана хатт-і-хумаюн, що встановлював рівні права християн та мусульман.

### 1850—1860-ті роки
1856 році було впроваджено податок меджба, яким обкладалися переважно селяни. Він викликав вибух невдоволення, оскільки набагато посилював податковий гніт і суперечив мусульманському праву, згідно з яким подушним податком можна було обкладати лише немусульман. Але в 1863 році уряд збільшив меджбу вдвічі. Відповіддю на це стало селянське повстання, очолюване Алі бен-Гедахумом, що охопило більшу частину країни і вирувало більше року. Військо жорстоко придушували повстання, знищували цілі села з усім населенням. Рятуючись від репресій, багато тисяч селян втекли до османської Триполітанії. Повстання було придушене, але уряд був змушений знизити меджбу.
У 1857 році бей Муххамед підписав «Фундаментальний акт», що відтворював основні принципи Танзимату: рівність усіх підданих перед законом, недоторканість особи і майна. Іноземцям надавалося право купувати нерухомість нарівні з тунісцями. Водночас туніський уряд заявило про необхідність створення портів і розвитку торгівлі.
У 1861 р. була впроваджено Конституцію Тунісу, в яку увійшли основні положення «Фундаментального пакту». Вона стала першою в ісламському світі. У той же час конституція фактично скасовувала дозвіл іноземцям купувати землю, оскільки це викликало невдоволення населення. Втім, уже в 1863 році Велика Британія змусила туніський уряд повернути це право британським підданим. У 1866—1868 роках воно було поширене на австрійських, прусських і італійських підданих, а в 1871 році — французьких. Європейський капітал став проникати в сільське господарство Тунісу.
У 1860-х роках економічне становище бейліка погіршилося. У 1867 році і без того розорену країну ще більше спустошили епідемії холери, тифу і голод. Туніс збезлюдів і зубожів, що призвело до скорочення надходжень до скарбниці. У 1862 році внутрішній борг сягнув 28 млн франків, в той час як доходи держави не перевищували 13,5 млн франків.
Уряд шукав вихід шляхом внутрішніх і особливо зовнішніх позик. У 1863 і 1865 роках європейські банкіри надали бейліку дві позики на кабальних умовах. Позика 1863 року була оформлена на 35 млн франків, з яких Туніс отримав лише 5,6 млн. За це він повинен був протягом 15 років сплатити 63 млн франків. Позику 1865 року було надано на ще більш тяжких умовах. В її забезпечення банки отримали митні доходи держави.
У 1867 році внаслідок стихійних лих уряд залишився без грошей і був змушений призупинити платежі за зовнішніми позиками. Держави, піддані яких були власниками туніських позик, зажадали, щоб усі фінанси країни були поставлені під іноземний контроль. 5 липня 1869 року бей передав державні фінанси під контроль Міжнародної комісії з представників Франції, Великої Британії, Італії, Тунісу. Зовнішній борг Тунісу був визначений в 125 млн франків, з яких 80 % належало французьким банкірам. Без затвердження комісії не були дійсні акти про продажі або дарування власних земель бея.

### Боротьба за Туніс
Розвиток подій призвів до захоплення Тунісу однією з європейських держав. Географічно Туніс був найближче до Італії — від його берегів до Сицилії близько 140 км. Тому Франція не без підстав побоювалася, що, захопивши Туніс, Італія стане панувати в центрі Середземномор'я. При цьому Італія випередила інші країни в області колонізації Тунісу. До 1881 року з 19 тисяч європейців там було 11 200 італійців, 7 тисяч мальтійців і лише 700 французів.
У 1871 році, скориставшись поразкою Франції у війні з Пруссією, Італія направила свій флот до берегів Тунісу, маючи намір окупувати країну. Проте спільний виступ Великої Британії і Франції змусив Італію відмовитися від своїх намірів. У 1873 році прем'єр Хайраддин-паша здійснив низку важливих реформ, що привели до упорядкування оподаткування, зміни характеру землекористування, розвитку освіти, охорони здоров'я, благоустрою. Він намагався підкреслити васальну залежність від Османської імперії, щоб убезпечити країну від натиску колоніальних держав.
Доля Тунісу була вирішена на берлінському конгресі 1878 року. Французький уряд домігся визнання Тунісу сферою своїх інтересів (в обмін на визнання Кіпру за Великою Британією). Також Францію підтримала Німецька імперія. У квітні 1881 року французькі війська окупували північний захід бейліку. Незабаром у порту Бізерта висадився французький десант, що швидко захопив столицю.
12 травня 1881 року бей Мухаммед III ас-Садик під загрозою позбавлення влади був змушений підписати в Бардо (передмісті Тунісу) договір, відповідно до якого він погоджувався на окупацію Тунісу французькими військами для «відновлення порядку і безпеки на кордоні й узбережжі». Відтоді починається період Французького протекторату над Тунісом.